# 可蒙犬
可蒙犬（匈牙利語：Komondor，複數形為），一種牲畜護衛犬種，原自於匈牙利，又稱匈牙利牧羊犬（英語：Hungarian sheepdog）。因其毛長如拖把，而亦有拖把狗之稱。最早作為牧羊犬的一種。由欽察人帶至歐洲，在1544年的匈牙利古抄本中首度提及這種狗。為古老犬種之一。被視為獒犬之後代，直至1920年代作出犬種認定標準。

## 特徵
身長約55－80公分，體重約36－59公斤，通常公狗體型較為碩大，屬於大型犬，是最大型的牧羊犬。成犬時全身被覆著像繩索一樣，可應付各種氣候的厚被毛，上毛粗捲，下毛密而柔和。毛色僅含白毛一種。
因屬牧羊犬，早期多被用於放牧、看守牛羊，故具有可面對大型野獸的膽色。直至近期，隨著時代轉變，許多犬種從工作犬轉變為玩賞犬和展示犬，可蒙犬亦為其一。

## 外部連結
- Breed Standard （页面存档备份，存于）
- Komondor Club of America
- Middle Atlantic States Komondor Club
- The Komondor Club
- Komondor pictures